# Мілн (місячний кратер)
Кра́тер Мілн (лат. Milne) — гігантський стародавній метеоритний кратер (басейн) у південній півкулі зворотного боку Місяця. Назву присвоєно на честь англійського астрофізика і математика Едварда Артура Мілна (1896—1950) й затверджена Міжнародним астрономічним союзом у 1970 році. Утворення кратера відбулось у донектарському періоді.

## Опис кратера

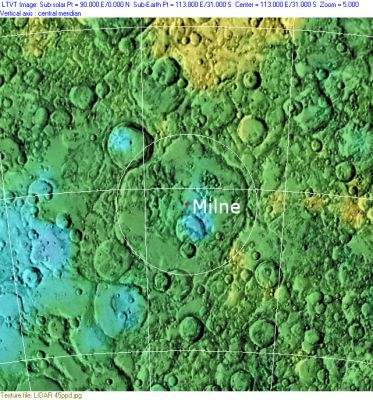
Візуалізація замірів лазерного альтиметра LIDAR зонда Clementine

Найближчими сусідами кратера є кратер Скалігер, що перекриває північно-західну частину валу кратера Мілн; кратер Шеберле на північному сході; кратер Піццетті на південному сході; кратер Б'єркнес на півдні і кратер Паркхерст на південному заході. На заході південному заході від кратера Мілн знаходиться Озеро Самотності, на південному заході — Південне. Селенографічні координати центру кратера 31°00′ пд. ш. 112°47′ сх. д. / 31° пд. ш. 112.78° сх. д., діаметр 260 км, глибина 3,2 км.
Кратер Мілн має полігональну форму і зазнав значних руйнувань за тривалий час свого існування. Вал згладжений і перетворився не нерегулярне кільце хребтів. Південна частина валу практично повністю зруйнована і перекрита сателітними кратерами Мілн N та Мілн M (див. нижче). Дно чаші є відносно рівне, поцятковане безліччю дрібних кратерів, у південній частині чаші розташований великий сателітний кратер Мілн K а сателітний кратер Мілн L, перекриває південну частину валу останнього. У північно-східній частині чаші розташоване щільне скупчення невеликих кратерів. Центр чаші оточений двома концентричними півкільцями хребтів та пагорбів.

## Сателітні кратери
| Мілн | Координати                                                  | Діаметр, км |
| ---- | ----------------------------------------------------------- | ----------- |
| K    | 32°43′ пд. ш. 113°34′ сх. д. / 32.71° пд. ш. 113.56° сх. д. | 58,9        |
| L    | 33°53′ пд. ш. 113°17′ сх. д. / 33.89° пд. ш. 113.29° сх. д. | 29,8        |
| M    | 35°54′ пд. ш. 112°31′ сх. д. / 35.9° пд. ш. 112.52° сх. д.  | 52,9        |
| N    | 35°50′ пд. ш. 111°18′ сх. д. / 35.83° пд. ш. 111.3° сх. д.  | 36,8        |
| P    | 37°28′ пд. ш. 108°05′ сх. д. / 37.47° пд. ш. 108.08° сх. д. | 97,1        |
| Q    | 34°22′ пд. ш. 107°40′ сх. д. / 34.37° пд. ш. 107.66° сх. д. | 69,2        |

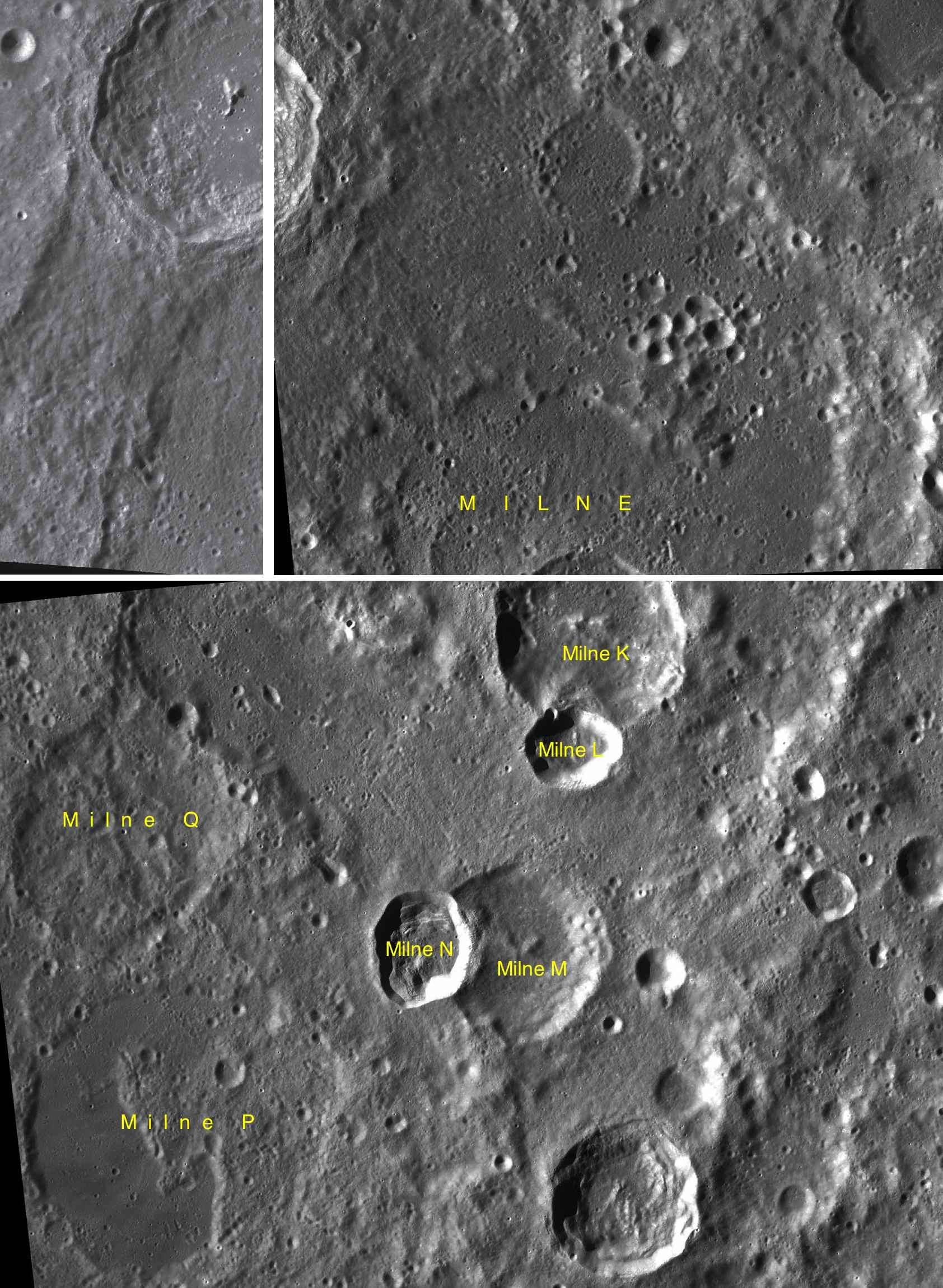
Фрагменти мап LAC-100, LAC-101, LAC-117

- Утворення сателітного кратера Мілн K відбулося у ранньоімбрійському періоді[1].
- Утворення сателітного кратера Мілн M відбулося у нектарському періоді[1].
- Утворення сателітного кратера Мілн N відбулося у коперниківському періоді[1].
- Утворення сателітних кратерів Мілн P і Q відбулося у донектарському періоді[1].